# Шведські демократи
Шведські демократи (швед. Sverigedemokraterna) — націоналістична та правопопулістська

політична партія у Швеції, заснована в 1988 році. 

  
Партія описує себе як соціально-консервативну з націоналістичною основою. 

 
Політологи, політичні оглядачі та ЗМІ по-різному характеризують партію як націонал-консервативну, 

антиімміграційну, 

 
антиісламську, 

євроскептичну

 
та ультраправу. 
 
Шведські демократи відкидають ультраправий ярлик, кажучи, що він більше не показує політичних переконань партії. 

Їммі Окессон є лідером партії з 2005 року. 
Шведські демократи є членом фракції Європейських консерваторів і реформістів у Європарламенті.
Шведські демократи мають своє походження від шведського фашизму

і білого націоналізму

, 
але почали дистанціюватися від свого минулого наприкінці 1990-х і на початку 2000-х років. 

Під керівництвом Їммі Окессон SD зазнала реформування, виключивши із своїх лав твердих прибічників фашизму і модеруючи свою платформу. 
На початок 2020-х Шведські демократи у своїй програмі офіційно відкидають як фашизм, так і нацизм. 

Шведські демократи виступають проти поточної імміграційної та інтеграційної політики Швеції, натомість підтримуючи жорсткіші обмеження на імміграцію. 
Партія підтримує тіснішу співпрацю з країнами Північної Європи, але виступає проти подальшої інтеграції з ЄС. 
Шведські демократи критично ставляться до мультикультуралізму та підтримують наявність спільної національної та культурної ідентичності, яка, на їхню думку, покращує соціальну згуртованість. 
Партія підтримує шведську соціальну державу, але виступає проти надання соціальної допомоги людям, які не є громадянами Швеції та постійними мешканцями Швеції. 
Шведські демократи підтримують мішану ринкову економіку з поєднанням ідей лівоцентристів і правоцентристів. 
Партія підтримує одностатеві шлюби, цивільні союзи для одностатевих пар і операції зі зміни статі, але вважає за краще, щоб діти виховувалися у традиційній сім'ї. 
Шведські демократи підтримують збереження атомних електростанцій у Швеції для боротьби зі зміною клімату, але стверджують, що інші країни мають скоротити свої викиди парникових газів замість Швеції, яка, на думку партії, робить достатньо для зменшення своїх викидів. 
Шведські демократи в цілому підтримують збільшення мінімальних покарань за злочини, а також посилення поліції. 
Партія підтримує збільшення чисельності бригад шведської армії та підтримує збільшення витрат Швеції на оборону.

## Ідеологія

### Внутрішня політика
Шведські демократи відносять ліберальну міграційну політику, ісламізацію, глобалізацію і наддержавність (ЄС) до найбільших загроз Швеції. Партія виступає за:
- збереження справжніх шведських традицій і посилення моралі в суспільстві,
- соціальну рівність,
- зниження податків для пенсіонерів та екологічну свідомість,
- збільшення фінансової підтримки шведської культури, що знаходиться, на їхню думку, через загрози з-за кордону, і захист прав тварин.

Партія відстоює протестантську етику і традиційний сімейний уклад і виступає проти усиновлення дітей одностатевими парами і самотніми людьми, що в даний момент дозволяється шведськими законами. Шведські демократи називають свою ідеологію націоналістичною і соціально-консервативною.
Шведські демократи виступають за проведення «відповідальної» імміграційної політики, суттєве скорочення кількості біженців, прийнятих країною, і обмеження можливостей в'їзду в Швецію родичів іммігрантів, що вже знаходяться в ній. Партія наполягає на посиленні покарань за злочини, створення публічного реєстру осіб, засуджених за педофілію, поліпшення майнового становища пенсіонерів. Шведські демократи виступають також проти прийняття біженців з Близького Сходу і Африки, які масово тікають до Європи від наслідків громадянської війни в Сирії і терактів ІДІЛ. Особливо злісних порушників кордону деякі з членів партії пропонують ліквідувати фізично як особливо небезпечних злочинців.

### Зовнішня політика
У зовнішній політиці Шведські демократи підтримували дії США і коаліції НАТО в Іраку і Афганістані, виступають за нанесення військового удару по ядерних об'єктах Ірану, а також підтримують політику Ізраїлю, оскільки неодноразово виступали із засудженням контактів шведських політиків лівого спрямування з членами палестинських рухів. Однак разом з тим деяка частина Шведських демократів підтримує позицію Росії стосовно збройного конфлікту на Донбасі і виступає проти вступу України в Євросоюз. Її можна протиставити інший, більш консервативній частині шведських правих, які традиційно скептично ставляться до Росії. У 2015 в партії стався внутрішній конфлікт, в ході якого частина проросійськи налаштованих активістів, в основному представників молодіжного крила, на чолі з Вільямом Гані покинула партію, засновуючи партію «Альтернатива для Швеції».

## Конфлікти
У березні 2011 року всередині партії виникла невелика криза: деякі члени партії незадоволені діями своїх депутатів в риксдазі, а також надмірно централізованим керівництвом. Алан Йонссон, голова партії в південній провінції Сконе, вважає, що «партія занадто багато уваги приділяє питанням імміграції та ісламу і мало іншим питанням, наприклад, догляду за людьми похилого віку. Це заважає іміджу партії, яку сприймають, як партію "одного питання" - тобто як противників імміграції в Швеції».

## Вибори
На виборах в 2006 році партія Шведські демократи здобула 2,9% голосів. 
Результат був недостатній для того, щоб потрапити в Риксдаг, оскільки для цього встановлений 4% -ий бар'єр. 
Проте на місцевих виборах партія мала досить великий успіх, тому здобула право бути представленою в місцевих органах управління у понад половині шведських комун (в цілому 282 місця в 145 комунах). Крім того, в 2006 році Шведські демократи здобули 149 891 голос на виборах в обласний уряд (Landstinget), що склало 2,77% від загальної кількості і принесло партії 16 мандатів.
За підсумками парламентських виборів 2010 року партія пройшла до Риксдагу, здобуши 330 110 (5,7%) голосів і 20 депутатських місць. Таким чином, партії вдалося блокувати можливість отримання абсолютної більшості голосів для правлячої правоцентристської коаліції, яка складається з чотирьох партій.
На виборах до Європарламенту в травні 2014 партія здобула 9,7% голосів і провела 2 депутатів, які увійшли до фракції Європа за свободу і демократію.
На парламентських виборах 2014 року партія посіла третє місце, здобувши 12,9% голосів і 49 депутатських місць.
За підсумками парламентських виборів у 2018 році партія знову опинилася на третьому місці з 17,5% голосів і 62 місць в Риксдазі відповідно.

### Риксдаг
| Вибори | Голосів   | %         | Місць    | +/-  | Уряд              |
| ------ | --------- | --------- | -------- | ---- | ----------------- |
| 1988   | 1,118     | 0.0       | 0 / 349  | ▬ 0  | Позапарламентська |
| 1991   | 4,887     | 0.1 (#10) | 0 / 349  | ▬ 0  | Позапарламентська |
| 1994   | 13,954    | 0.3 (#9)  | 0 / 349  | ▬ 0  | Позапарламентська |
| 1998   | 19,624    | 0.4 (#8)  | 0 / 349  | ▬ 0  | Позапарламентська |
| 2002   | 76,300    | 1.4 (#8)  | 0 / 349  | ▬ 0  | Позапарламентська |
| 2006   | 162,463   | 2.9 (#8)  | 0 / 349  | ▬ 0  | Позапарламентська |
| 2010   | 339,610   | 5.7 (#6)  | 20 / 349 | ▲ 20 | Опозиція          |
| 2014   | 801,178   | 12.9 (#3) | 49 / 349 | ▲ 29 | Опозиція          |
| 2018   | 1,135,627 | 17.5 (#3) | 62 / 349 | ▲ 13 | Опозиція          |
| 2022   | 1,330,325 | 20.5 (#2) | 73 / 349 | ▲ 11 |                   |

### Європарламент
| Вибори | Голосів | %         | Місць  | +/- | Примітки |
| ------ | ------- | --------- | ------ | --- | -------- |
| 1999   | 8,568   | 0.3 (#8)  | 0 / 22 | ▬ 0 |          |
| 2004   | 28,303  | 1.1 (#9)  | 0 / 19 | ▬ 0 |          |
| 2009   | 103,584 | 3.3 (#10) | 0 / 19 | ▬ 0 |          |
| 2014   | 359,248 | 9.7 (#5)  | 2 / 20 | ▲ 2 |          |
| 2019   | 636,877 | 15.3 (#3) | 3 / 20 | ▲ 1 |          |
| 2024   | 552,920 | 13.2 (#4) | 3 / 21 | ▬ 0 |          |